# Neumond

Mondphasen: in der Astronomie üblicher Zählbeginn bei Neumond (Sonnenlicht von rechts)

Mondphasen als Lichtgestalten – zu Neumond (1) ist kein Anteil der sonnenbestrahlten Mondoberfläche sichtbar

Als Neumond (lateinisch Interlunium), in der Schweiz auch Leermond genannt, wird jene Mondphase des Mondphasenzyklus bezeichnet, in welcher der Mond zwischen Erde und Sonne steht und so mit bloßem Auge nicht als Lichtgestalt zu sehen ist. Während dieser Konstellation des Mondes in Konjunktion mit der Sonne kehrt er der Erde seine Nachtseite zu, die nicht von der Sonne bestrahlt wird. Erst etwa anderthalb Tage nach dem astronomischen Neumondtermin wird der äußerste Rand der Mondscheibe wieder sichtbar als von direktem Sonnenlicht erhellte feine Mondsichel. Diese erste Sichtbarkeit des Mondes nach Neumond wird das Neulicht genannt und markiert in verschiedenen Kalendern den Monatsbeginn. Die letzte sichtbare Phase vor Neumond ist die Mondsichel von Altlicht.

## Astronomisches Datum
Ohne Weiteres ist das Datum in der visuellen Astronomie schwer bestimmbar. Zwar wird auch zu Neumond die der Erde zugewandte Nachtseite des Mondes noch von dem an der Erdoberfläche zurückgeworfenen Sonnenlicht erreicht (Erdschein), das wiederum von der Mondoberfläche reflektiert wird, jedoch wird dieses aschgraue Mondlicht am Taghimmel vom in der Erdatmosphäre gestreuten Sonnenlicht überstrahlt, sodass ohne Hilfsmittel die blassgraue Mondscheibe von der Erde aus nicht zu erkennen ist. Am Nachthimmel ist der Neumond auch nicht zu sehen, da er ja dann zusammen mit der Sonne unterhalb des Horizonts steht.
Eine genauere Definition für das Datum des Neumonds lautet:

„Neumond ist der Zeitpunkt, zu dem die geozentrische ekliptikale Länge des Mondes und die geozentrische ekliptikale Länge der Sonne gleich sind.“

Hierbei wird die Beobachtung mit dem Attribut geozentrisch auf den Erdmittelpunkt bezogen, sodass diese Definition nicht vom tatsächlichen Standort eines Beobachters abhängt. Damit gilt das Neumonddatum weltweit gleichzeitig, auch wenn derselbe Zeitpunkt in verschiedenen Zeitzonen mit unterschiedlichen Ortszeiten angegeben wird.
Die auf den Stand zur Sonne bezogene Zeitspanne zwischen zwei aufeinanderfolgenden Neumonden wird Lunation genannt; sie dauert im Mittel 29,53 Tage (synodischer Monat) und damit deutlich länger als ein Umlauf des Mondes um die Erde (27,3 Tage). Das ist so, weil Erde und Mond sich in die gleiche Richtung gemeinsam um die Sonne bewegen, wodurch sich die Position der Sonne vor dem Sternenhintergrund ändert. Neumond tritt erst ein, wenn der Mond sich wieder in Konjunktion auf gleicher ekliptikaler Länge wie die Sonne befindet. (Vergleiche: Synodische Periode und Siderische Periode)
Das astronomische Symbol für Neumond ist ein ausgefüllter Kreis: 

## Besondere Wirkungen des Neumondes

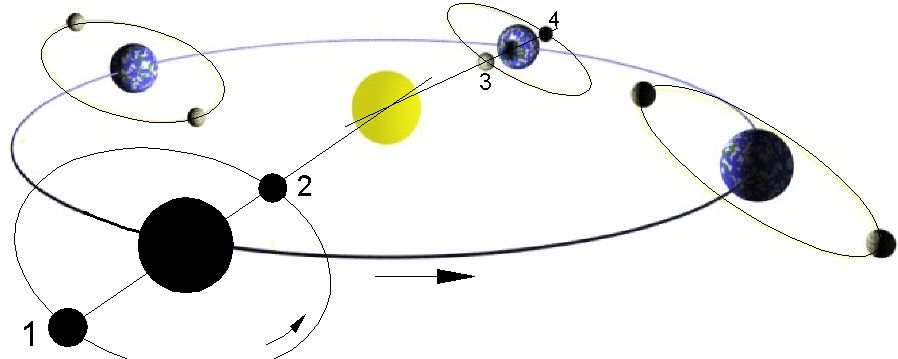
Mondstellungen bei Finsternissen: Sonnenfinsternis bei Neumond (Stellung 2 bei der ersten, Stellung 3 bei der 6. Lunation), Mondfinsternis bei Vollmond (Stellungen 1 und 4). Bei den anderen gezeichneten Lunationen befinden sich Neu- und Vollmond nicht in der Ekliptikebene.

### Sonnenfinsternis
Nach etwa jeder sechsten Lunation hat der Mond beim scheinbaren Überholen der Sonne annähernd den Wert Null für seine ekliptikale Breite. Er passiert in diesen Fällen die Knotenlinie (Schnitt zwischen der Ebene der Mondbahn und der Ekliptikebene) in Momenten, in denen sich diese annähernd mit der Verbindungslinie zwischen den Mittelpunkten von Erde und Sonne deckt. Das gilt sowohl für den Neumond als auch für den Vollmond. Bei Neumond findet somit eine Sonnenfinsternis, bei Vollmond eine Mondfinsternis statt.

### Springtide
Eine Springtide findet sowohl bei Neumond als auch bei Vollmond statt. Zu den überwiegend vom Mond (beziehungsweise aus der Kreisbewegung beider um den gemeinsamen Schwerpunkt) stammenden, auf die Erde wirkenden Gezeitenkräften (überwiegend Anziehung auf der dem Mond zugewandten Seite, überwiegend Fliehkräfte gegenüber) werden von der Sonne stammende Gezeitenkräfte addiert, sowohl wenn der Mond in Konjunktion als auch in Opposition zur Sonne steht. In solchen Fällen ist der Tidenhub größer als im Durchschnitt. Bilden Mond und Sonne von der Erde aus gesehen einen rechten Winkel (zu- und abnehmender Halbmond), so ist der Tidenhub am kleinsten. Diese Phase heißt Nipptide.